# Corcuera (Álava)
Corcuera es un despoblado que actualmente forma parte del concejo de Luna, que está situado en el municipio de Cuartango, en la provincia de Álava, País Vasco (España).

## Toponimia
A lo largo de los siglos ha sido conocido con los nombres de Corcuera y San Juan de Corcuera.

## Historia
Documentado desde el año 950 (Cartulario de San Millán), se desconoce la fecha de su despoblamiento.